# Alfa Romeo P2
Der Alfa Romeo P2 war ein Rennwagen, den Vittorio Jano für Alfa Romeo 1924 als Nachfolger für den P1 entwickelte. Das Auto war die erste reine Rennsport-Kreation von Jano für Alfa Romeo, nachdem Nicola Romeo den P1 wegen seiner schlechten Leistung beim Monza Grand Prix 1923 gegen Fiat nicht mehr einsetzte. Der P2 wurde von Alfas erstem 8-Zylinder-Kompressormotor mit 2 Vergasern hinter dem Kompressor angetrieben. Mit dem P2 gewann Alfa Romeo 1925 den ersten Grand-Prix-Weltmeistertitel. Bis 1930 wurden sechs Stück gebaut, die insgesamt 18 Siege erzielten.

## Hintergrund
1923, nach dem Unfall von Ugo Sivocci und dem damit verbundene Rückzug für den Rest der Saison, wurde der Leiter der Konstruktionsabteilung, Giuseppe Merosi, entlassen und durch Vittorio Jano ersetzt, den der damalige Werksfahrer Enzo Ferrari von Fiat abgeworben hatte. Jano begann umgehend mit der Konstruktion des P2.

## Technik
Chassis: Der Rahmen mit aus Stahl gepressten C-förmigen Längsholmen und Querträgern verjüngte sich zum Heck hin, um die aerodynamisch günstige, spitzzulaufende Form der Karosserie zu ermöglichen. Der Wagen hatte vorn und hinten eine Starrachse mit Reibungsstoßdämpfern und Blattfedern sowie an allen vier Rädern Trommelbremsen, die mechanisch mit Pedal und Handhebel betätigt wurden. Die Motorkraft des P2 wurde über eine Einscheibentrockenkupplung und ein Vierganggetriebe an die Hinterräder übertragen.
Karosserie: Die „Torpedo“-Karosserie hatte gemäß dem Reglement von 1924 zwei Sitze. Sie waren versetzt angeordnet, der rechte für den Fahrer und der linke für den Mechaniker. Der Kühlergrill wurde abgerundet und zur weiteren Verringerung des Luftwiderstandes hatte das Auto einen glatten Boden. Ursprünglich wurden zwei Arten von Hecks getestet, zuerst das aerodynamisch günstigere „spitze“ Heck, das vom späteren 8C 2300 Monza aufgenommen wurde, und als zweites die „Top-Box“ zur Aufnahme des Reserverads, ähnlich der Form des vorherigen RL TF. Der Tank fasste 145 Liter.
Motor: Der Wagen hatte einen kompressorgeladenen Achtzylindermotor mit 1987 cm³ Hubraum (Bohrung 61 mm, Hub von 85 mm), der bis zu 103 kW (140 PS) leistete. Die Höchstgeschwindigkeit wurde mit 225 km/h (139 mph) angegeben. Die zwei Ventile pro Zylinder wurden über zwei obenliegende Nockenwellen (DOHC) gesteuert. Der Roots-Kompressor war im vorderen Teil des Motorraumes eingebaut und wurde von der Kurbelwelle angetrieben. Von dort wurde die komprimierte Luft über einen mit Kühlrippen versehenen Kanal (gewissermaßen ein Vorläufer des Ladeluftkühlers) zu den Vergasern auf der rechten Seite des Motors geleitet. Die Verdichtung des Motors war auf 6 : 1 festgelegt.
Der ursprüngliche Entwurf sah einen einzigen Vergaser vor, aber schon bald wurde der Motor mit zwei Memini-Vergasern ausgestattet, sodass er 1924 in der ersten Version 140 PS (102 kW) leistete. 1925 stieg die Leistung auf 155 PS (114 kW) und 1930 wurden 175 PS (129 kW) gemessen (allerdings bei einem verlängerten Hub von 61,5 mm), immer bei einer Drehzahl von 5500/min, die zu den höchsten jener Zeit zählte.

## Rennhistorie
Der erste P2 wurde 1924 von Alfa Romeo für die „200 Miglia“  am 9. Juni 1924 auf dem Circuito di Cremona in Norditalien vorbereitet. Antonio Ascari gewann das Rennen mit einer Durchschnittsgeschwindigkeit von über 158 km/h. Danach stellte er auf der 10 Kilometer langen Start-Ziel-Geraden mit einer beeindruckenden Geschwindigkeit von 195 km/h einen neuen Weltrekord auf.
Am 3. August startete Alfa Romeo beim Grand Prix de l’Automobile Club de France in Lyon vor 400.000 Zuschauern mit mittlerweile drei P2 für Antonio Ascari, Giuseppe Campari und Louis Wagner. Campari gewann dieses prestigeträchtige Rennen. Der P2, jetzt mit 2 Vergasern und 5 PS mehr Leistung, erzielte beim Großen Preis von Italien am 19. Oktober mit Antonio Ascari einen weiteren Sieg, gefolgt von Wagner und Campari (ebenfalls auf Alfa).
Der P2 gewann 1925 die erste Automobil-Weltmeisterschaft für Alfa Romeo und siegte in zwei der vier Meisterschaftsrunden, als Antonio Ascari ihn beim Großen Preis von Europa in Spa zum Sieg fuhr und Gastone Brilli-Peri (nach dem Tod von Ascari beim Großen Preis von Italien in Monza) gewann.
Obwohl die Saison 1925 drastische Reglementänderungen mit sich brachte, siegte der P2 von 1924 bis 1930 bei 14 Grand Prix und anderen Großveranstaltungen, darunter der Targa Florio. Zusammen mit dem Bugatti Type 35 war er einer der legendären Grand-Prix-Autos der 1920er Jahre und ermöglichte es Alfa Romeo als Weltmeister, den Lorbeerkranz in ihr Logo aufzunehmen.
Für die Saison 1926 wurde der Hubraum auf 1,5 Liter reduziert, wodurch der P2 überholt war. Die Wagen wurden an private Fahrer verkauft und in den folgenden Saisons nur bei formelfreien Rennen in ganz Italien eingesetzt. Am erfolgreichsten war das Auto, das an Campari verkauft wurde: 1927 und 1928 gewann es den Coppa Acerbo auf der Rennstrecke von Pescara. Nachdem dieser Wagen 1929 an Achille Varzi verkauft worden war, holte er mit Siegen in Alessandria, Rom, Livorno und Monza die italienische Meisterschaft.
Im selben Jahr gewann Brilli-Peri auf einem weiteren P2 in Tunis und Cremona. Bei dieser Gelegenheit zeigte sich deutlich die Leistungssteigerung, die der P2 seit seinem Debüt erfahren hatte: auf der 10 km/h langen Start-Ziel-Geraden des Circuito di Cremona erzielte er mit 223,400 km/h eine über 28 km/h höhere Geschwindigkeit als Ascari sechs Jahre zuvor mit demselben Auto.

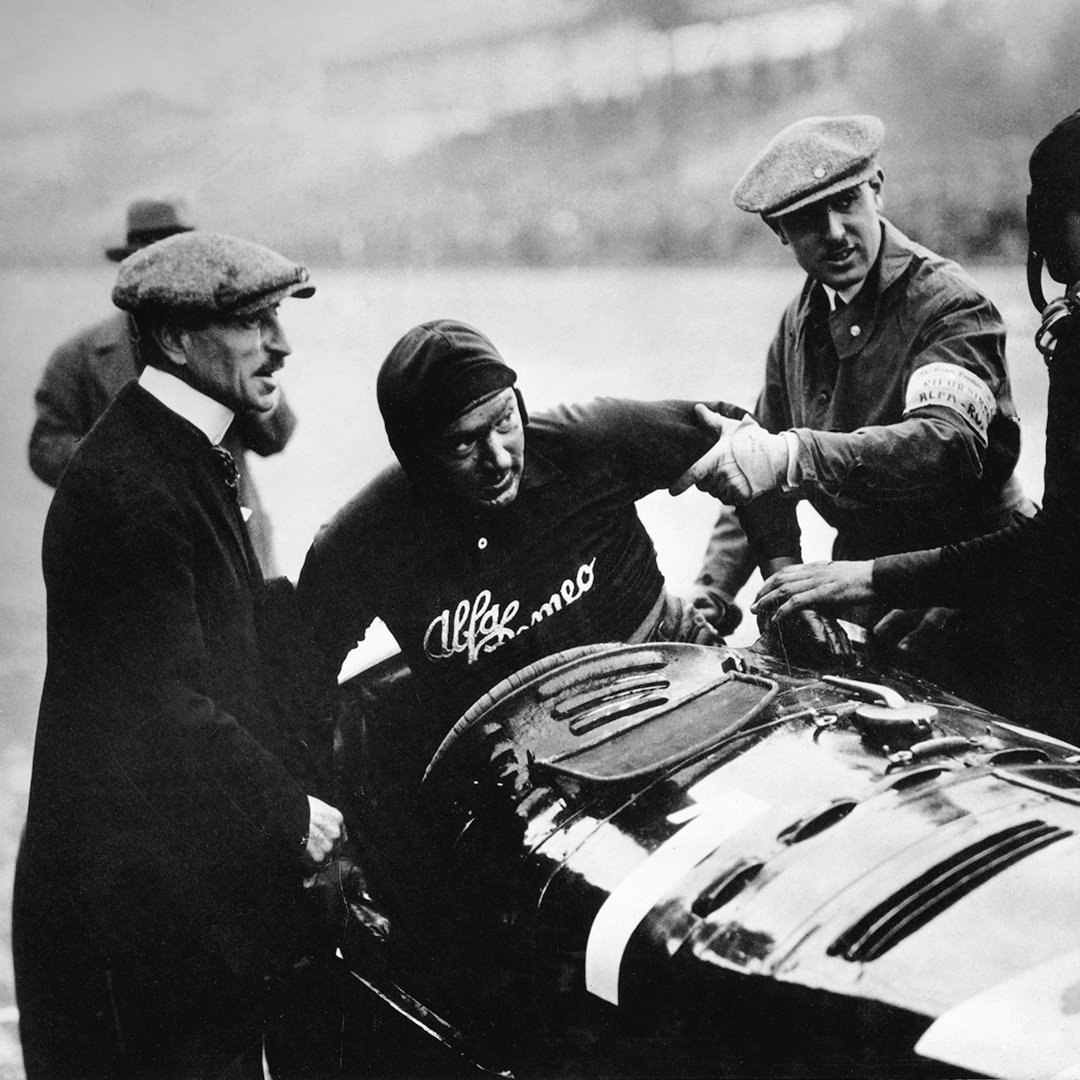
P2-Konstrukteur Vittorio Jano (links) und Antonio Ascari (Mitte) beim GP in Italien am 19. Oktober 1924.
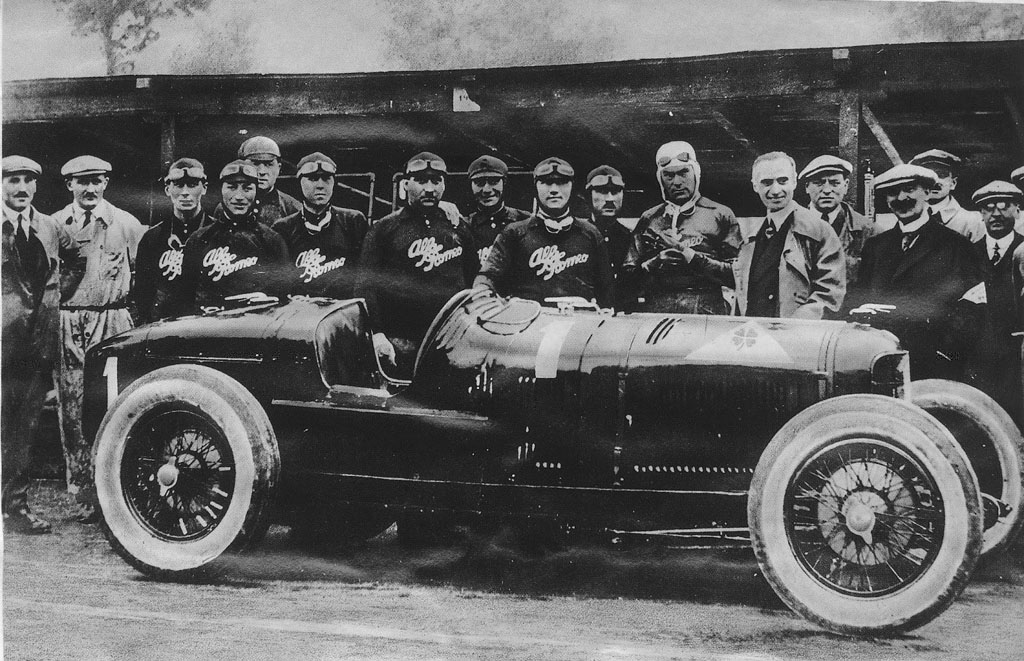
Der Alfa Romeo P2 beim Großen Preis von Italien 1924 mit dem kompletten Alfa-Romeo-Rennteam.
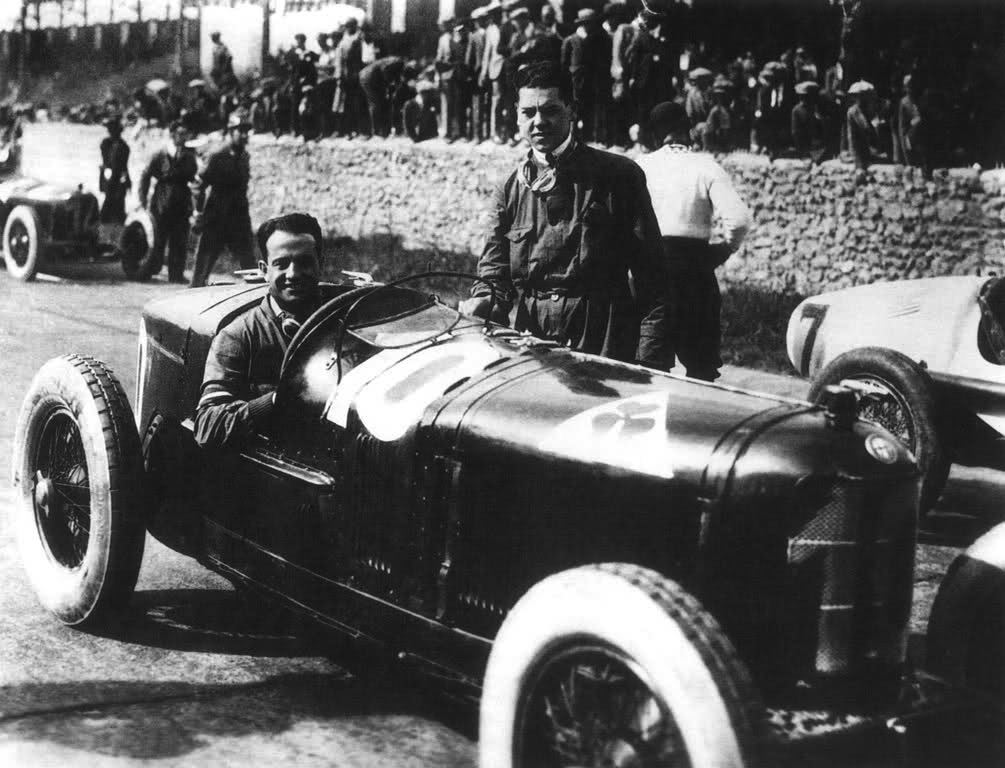
Peter de Paolo (im Wagen) und Giulio Ramponis beim GP von Italien in Monza am 6. September 1925; im Hintergrund der P2 #14 von Brilli-Peri.
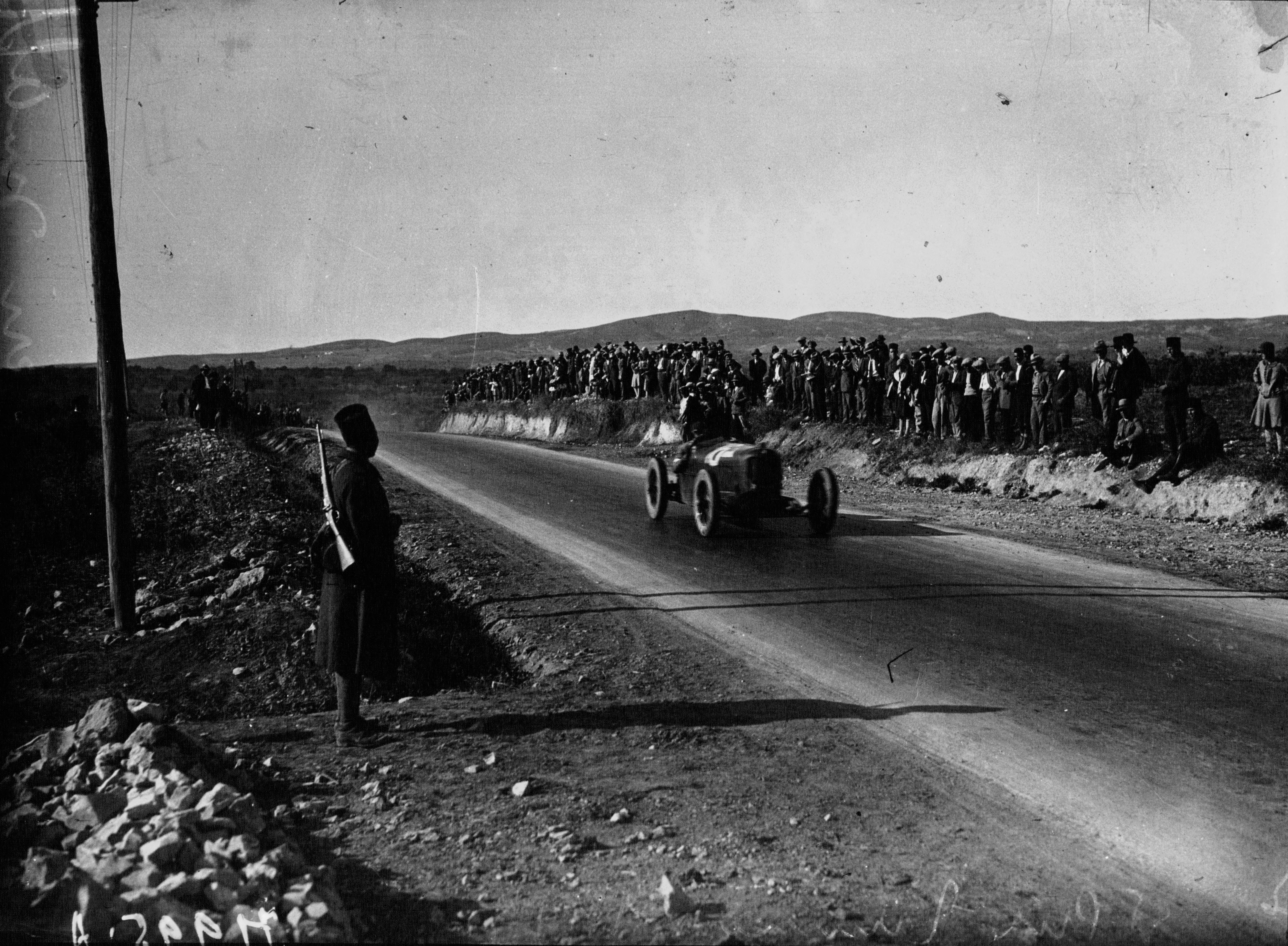
Gastone Brilli-Peri auf dem Weg zum Sieg beim Grand Prix von Tunis 1929.

## Der P2-30

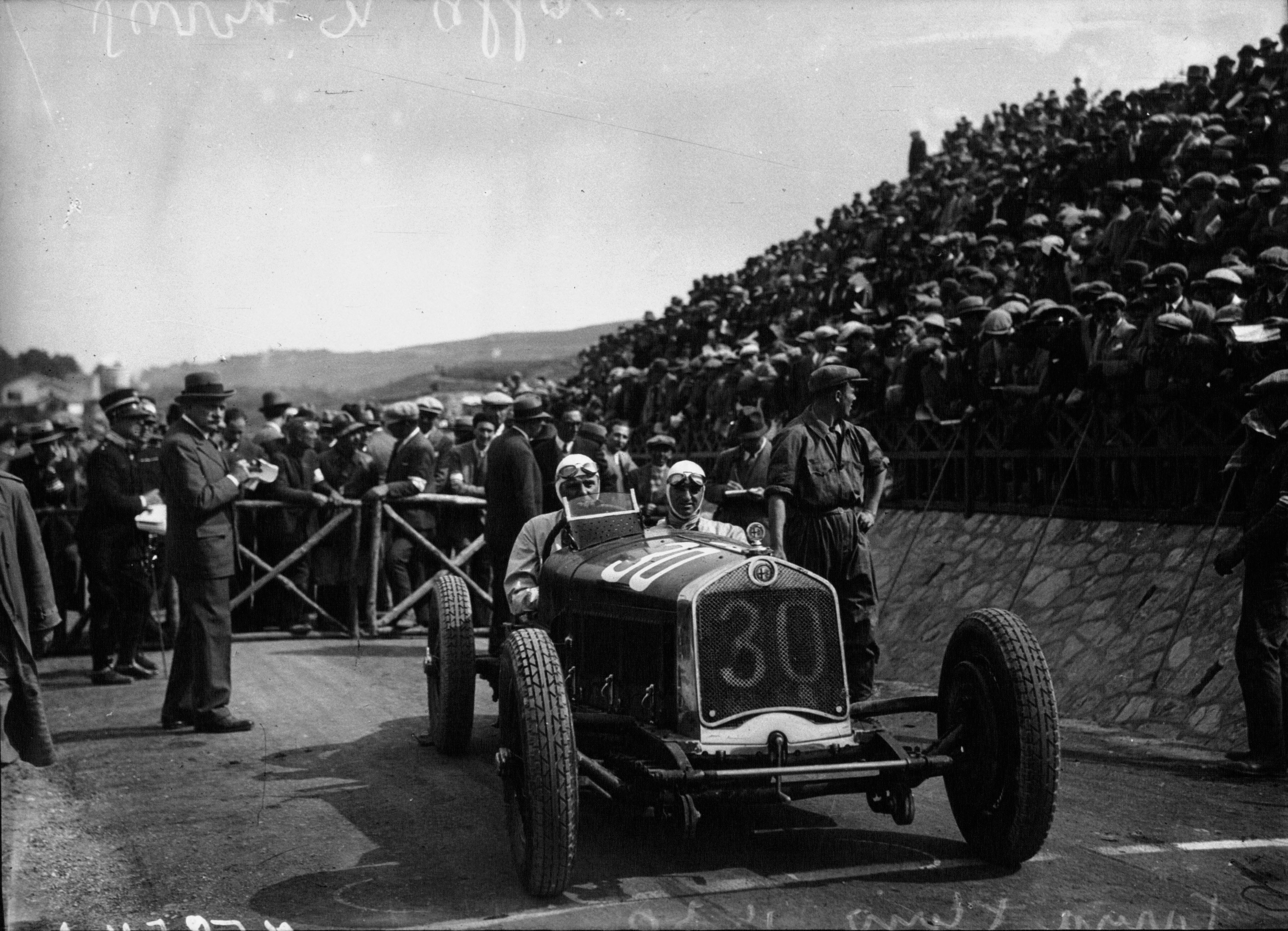
Achille Varzi in seinem Alfa Romeo P2-30 bei der Targa Florio 1930

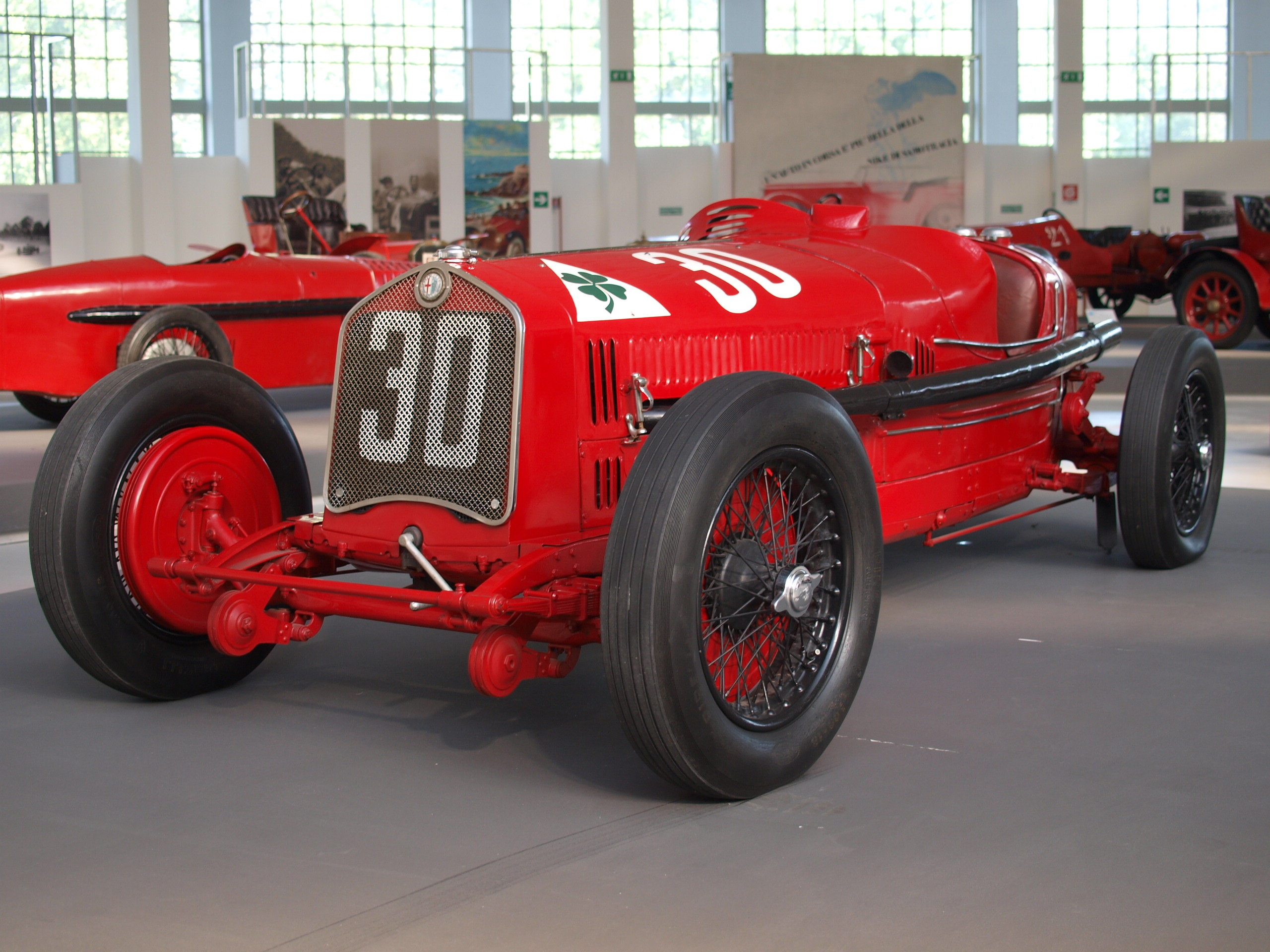
Der Alfa Romeo P2 in der Ausführung von 1930

Die immer noch zahlreichen Erfolge und die großen Probleme Alfa Romeos, in kurzer Zeit ein wettbewerbsfähiges Auto von Grund auf neu zu entwerfen (Jano war mit der Entwicklung der 6C-Serie und der zukünftigen 8C-Modellreihe sowie dem Tipo B „P3“ beschäftigt), bewogen den neuen Direktor des Werks, Prospero Gianferrari, dazu drei der verkauften P2 zurückzukaufen und sie wieder als Werksrennwagen einzusetzen.
Die Fahrgestelle dieser „alten P2“ wurden modifiziert, um Vorder- und Hinterachsen mit einer verbreiterten Spur aufnehmen zu können, die ebenso wie Lenkung und Bremse aus der neuen 6C-Serie stammten. Auch an der Aufhängung (Blattfedern und Reibungsdämpfer) wurden Modifikationen vorgenommen.
Beim Motor wurde der Hub (Kolbenweg) leicht auf 61,5 mm angehoben, wodurch sich der Hubraum auf 2006 cm³ und die Leistung auf 175 PS bei 5500/min erhöhte. Außerdem wurde das System der Aufladung verändert, indem der Vergaser hinter dem Kompressor, wie beim Alfa Romeo 6C 1750 GS, statt wie bisher vor dem Kompressor platziert wurde. Man kehrte aber sehr schnell zur ursprünglichen Anordnung zurück, die bei diesem Motor eine bessere Ausbeute bot. Die Karosserie wurde ebenfalls überarbeitet; der Kühler wurde flacher und stärker geneigt, ähnlich dem des 6C 1750 GS, und die Motorhaube mit geraden und nicht gekrümmten Seiten daran angepasst. Der Öltank wurde unter dem Sitz des Mechanikers montiert, und am Heck nahm eine ungewöhnliche Aussparung in Karosserie und Kraftstofftank das Reserverad in Längsrichtung auf, wie beim Peugeot Grand Prix von 1914.
Diese mit Teilen des 6C 1750 und weiteren Modifikationen optimierten Fahrzeuge wurden nach dem Jahr ihres Wiederaufbaus P2-30 genannt. Sie wurden der vom bisherigen Werksfahrer Enzo Ferrari neu gegründeten Scuderia Ferrari anvertraut, die sie in einigen GPs, der Targa Florio und in einigen formelfreien Rennen, trotz des „mürrischen“ Fahrverhaltens einsetzte, das der Champion Giuseppe Campari anprangerte.
Bei der Targa Florio 1930 erzielte Achille Varzi zusammen mit seinem Mechaniker Tabacchi den Gesamtsieg gegen die favorisierten Bugatti und Maserati. Danach übergab die Scuderia einen P2-30 an Tazio Nuvolari, um an einigen Bergrennen teilzunehmen. Die Zeit dieses Autos war jedoch vorbei: die Bugatti und Maserati waren zu stark geworden und der letzte offizielle Auftritt des P2 kam anlässlich des ersten tschechoslowakische Grand Prix in Brünn auf dem Masaryk-Ring. Das Rennen endete mit dem 3. Platz für Nuvolari und Borzacchini, die sich das Cockpit teilten. Nachfolger wurden zuerst der 8C 2300 Monza, dann der Tipo A und insbesondere der Tipo B. Letzterer war so erfolgreich, dass er von Anhängern der Marke und von Fachmagazinen den Spitznamen „P3“ erhielt.

## Siege
| Jahr  | Datum  | Rennen                                 | Strecke                      | Fahrer              | Informationen |
| ----- | ------ | -------------------------------------- | ---------------------------- | ------------------- | ------------- |
| 1924  | 09.06. | Circuito di Cremona                    | Cremona                      | Antonio Ascari      |               |
| 1924  | 03.08. | Großer Preis von Frankreich (Europa)   | Circuit de Lyon              | Giuseppe Campari    | Statistik     |
| 1924  | 19.10. | Großer Preis von Italien               | Autodromo di Monza           | Antonio Ascari      | Statistik     |
| 1925  | 28.06. | Großer Preis von Belgien (Europa)      | Circuit de Spa-Francorchamps | Antonio Ascari      | Statistik     |
| 1925  | 06.09. | Großer Preis von Italien               | Autodromo di Monza           | Gastone Brilli-Peri | Statistik     |
| 1926  | 11.07. | Bergrennen Monte Ceneri                | Monte Ceneri                 | Josef Kessler       |               |
| 1926  | 08.08. | Klausenrennen                          | Klausenpass                  | Josef Kessler       |               |
| 1927  | 23.01. | Coppa Gallenga (Bergrennen)            | Merluzza                     | Giovanni Bonmartini |               |
| 1927  | 06.08. | Coppa Acerbo                           | Circuito di Pescara          | Giuseppe Campari    | Statistik     |
| 1928  | 08.07. | Bergrennen Susa–Moncenisio             | Susa–Colle del Moncenisio    | Giuseppe Campari    |               |
| 1928  | 04.08. | Coppa Acerbo                           | Circuito di Pescara          | Giuseppe Campari    | Statistik     |
| '1929 | 21.04. | Coppa Pietro Bordino                   | Circuito Pietro Bordino      | Achille Varzi       |               |
| '1929 | 26.05. | Reale Premio di Roma                   | Circuito Tre Fontane         | Achille Varzi       | Statistik     |
| '1929 | 21.07. | Coppa Ciano                            | Circuito di Montenero        | Achille Varzi       | Statistik     |
| '1929 | 15.09. | Gran Premio di Monza                   | Autodromo di Monza           | Achille Varzi       | Statistik     |
| '1929 | 29.09  | Circuito di Cremona                    | Cremona                      | Gastone Brilli-Peri |               |
| '1929 | 17.11. | Großer Preis von Tunesien              | Le Bardo                     | Gastone Brilli-Peri | Statistik     |
| 1930  | 20.04. | Circuito di Alessandria                | Circuito Pietro Bordino      | Achille Varzi       |               |
| 1930  | 04.05. | Targa Florio                           | Medio circuito delle Madonie | Achille Varzi       | Statistik     |
| 1930  | 15.06. | Bergrennen Trieste–Opicina             | Triest–Opicina               | Tazio Nuvolari      |               |
| 1930  | 29.06. | Bergrennen Cuneo–Colle della Maddalena | Cuneo-Colle della Maddalena  | Tazio Nuvolari      |               |
| 1930  | 13.07. | Bergrennen Vittorio Veneto-Cansiglio   | Vittorio Veneto-Cansiglio    | Tazio Nuvolari      |               |
| 1930  | 10.08. | Klausenrennen (Klassensieg)            | Klausenpass                  | Tazio Nuvolari      |               |

## Sonstiges

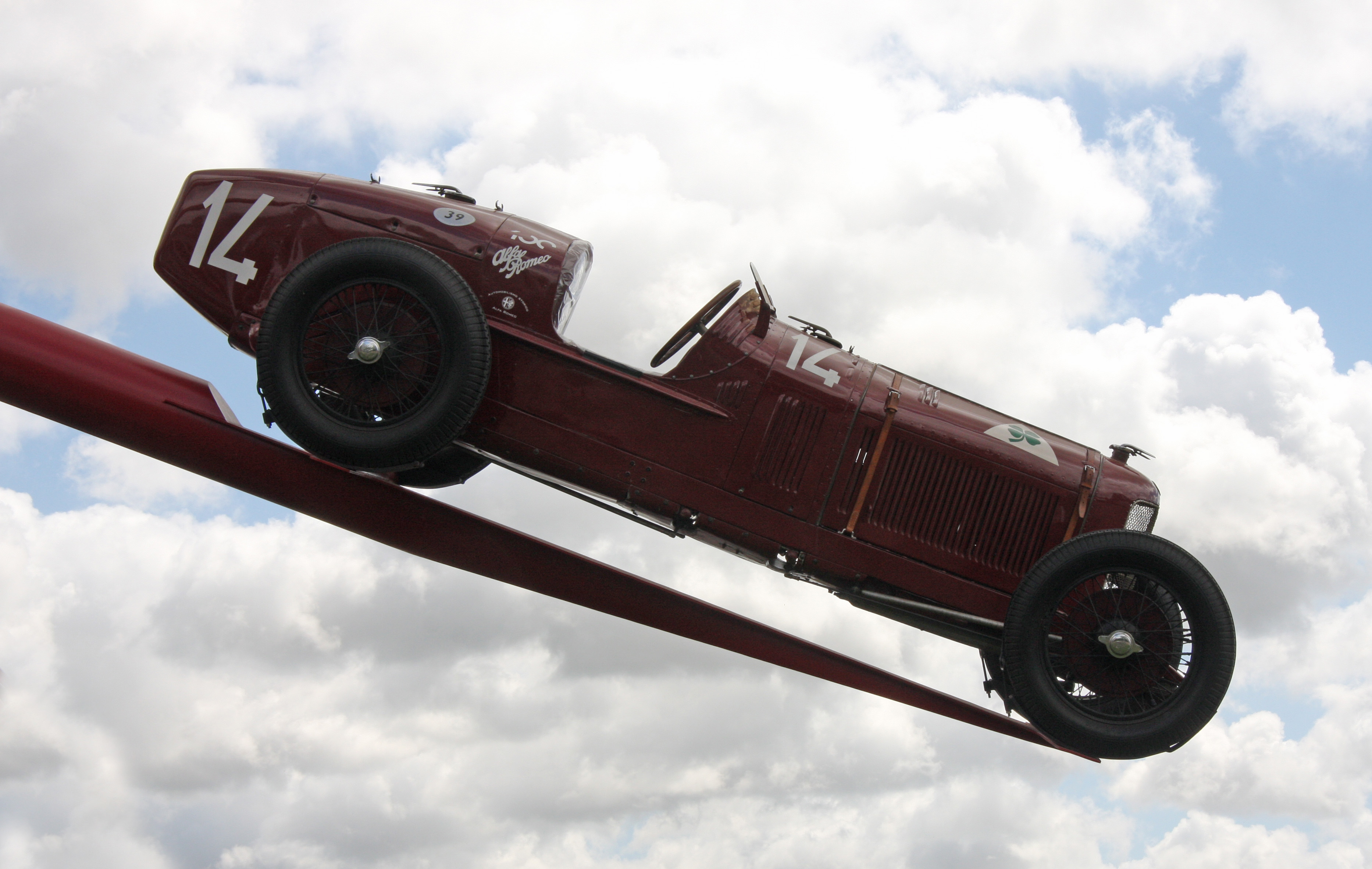
Alfa P2 in Goodwood

Nur zwei der sechs Originalmodelle sind erhalten und im Museo storico Alfa Romeo in Arese bzw. im Turiner Museo Nazionale dell’Automobile zu sehen. Der P2 hatte zwei Karosserievarianten mit entweder abgeschnittenem oder langem Heck.
Einer der P2 wurde auf der spektakulären alljährlichen Veranstaltungsskulptur beim Goodwood Festival of Speed 2010 präsentiert.